# Efeito Gough-Joule
O efeito Gough-Joule é a tendência de um elastômero se contrair quando aquecido, caso ele esteja sob tensão. Elastômeros que não estão submetidos a tensão não sofrem deste efeito. O efeito é particularmente importante no projeto de anéis de vedação, onde peças que serão submetidas ao calor são montadas em estados previamente tensionados.